# Prčice (zámek)
Zámek Prčice je barokní zámecká budova s klasicistními prvky postavená v místě původní tvrze. Nachází se v zámeckém parku ve městě Sedlec-Prčice, poblíž centra bývalého městyse Prčice v okrese Příbram ve Středočeském kraji. Objekt je chráněn jako kulturní památka.

## Historie
První prčická tvrz, dřevěná, stávala v sousedství kostela nad prčickým náměstím. Ta byla zřejmě dřevěná (prčená) a tento přívlastek dal podle jedné z hypotéz jméno celé obci. V pořadí druhá tvrz, již kamenná, stála v místech hospodářských budov zámku. Až třetí tvrz stála na místě dnešní hlavní budovy zámku a její pozůstatky se nacházejí v obvodovém zdivu. Tvrz v držení Vítka I. z Prčice byla doložená roku 1179.  Již kamenná tvrz byla několikrát přestavěna a v polovině 16. století byla za držení Adama Voračického přestavěna na zámek v renesančním slohu.
V letech 1740–1750 nechal Jan Vít Malovec z Malovic zámek přestavět do barokní podoby podle návrhu architekta Františka Ignáce Préeho. V 19. století byl objekt ještě několikrát upraven v klasicistním stylu, zejména za držení Karla Burky.
V roce 1924 objekt odkoupil poslední soukromý vlastník inženýr Jaroslav Hásek, předseda představenstva plzeňské Škody. Po druhé světové válce, respektive po komunistickém puči v únoru 1948, byl zámek znárodněn a došlo k postupné devastaci celého areálu.
Po roce 1989 byl v restituci navrácen v roce 1993 potomkům Jaroslava Háska, kteří zámek od roku 1996 postupně rekonstruovali. Zámek byl poté využíván pro konání svateb či různých společenských a kulturních akcí. V roce 2021 se novým majitelem zámku stala společnost Prusa Research. Nový vlastník uzavřel pro veřejnost vstup do zámeckého parku i průchod parkem. 

## Popis areálu
Hlavní zámecká budova se nachází v jižním průčelí hospodářského dvora. Západně od něj se nachází úřednický dům čp. 171, tvořící spolu s hlavní budovou jižní ohrazení dvora, a východně od něj úřednický dům čp. 170, orientovaný jako odsazená část východního křídla. Dvůr je dále ohrazen ještě jednou, hospodářskou budovou ve východním křídle a trojicí na sebe navazujících hospodářských budov v severním křídle, které se zalamuje k jedné budově sýpky, která tvoří západní křídlo. Severně od vlastního dvora se směrem k Prčickému potoku nacházejí ruiny dalších hospodářských budov, pozemky pod nimi jsou rovněž památkově chráněny v rámci zámeckého areálu.  
Jihozápadně od zámku s hospodářským dvorem se nachází zámecký park. Zámeckým parkem protéká Prčický potok, na němž jsou na protilehlé straně zřízeny dva boční rybníky, Barborka a Zámecký rybník (pod památkovou ochranu však spadají pouze pozemky na levé straně potoka). Na jihozápadě zámecký park ohraničuje Sedlecký potok, který je zároveň hranicí Prčice. Podél jihovýchodní zdi zámeckého parku vede silnice II/120 (ulice K. Burky) směrem do Sedlce. Se severovýchodní a severozápadní strany areál zámku  ohraničuje ulice Ke stadionu. 
Jižně od hospodářského dvora je do zámeckého parku vestavěná bloková dvoupatrová bytovka čp. 168 a 169. V současné době je tento paneláček i s příjezdovou cestou drátěným plotem oddělen od zbytku zámeckého parku. 
U západní zdi zámeckého parku se nachází historický dřevěný pavilonek, o kterém se Památkový katalog nezmiňuje. Tuto chatku v minulosti užívala místní organizace Českého svazu chovatelů, která nyní má sídlo v bývalé radnici na Vítkově náměstí.
Vzhledem k tomu, že zámecký park již není veřejnosti přístupný, veřejnost může hlavní zámeckou budovu vidět pouze průhledem přes stromy zámeckého parku. Z veřejně přístupných komunikací je tak zámek reprezentován zejména zdobnou fasádou úřednického domu čp. 170, který se nachází nejblíže Vítkovu náměstí a prochází kolem něj hlavní silnice do Sedlce. 

## Galerie

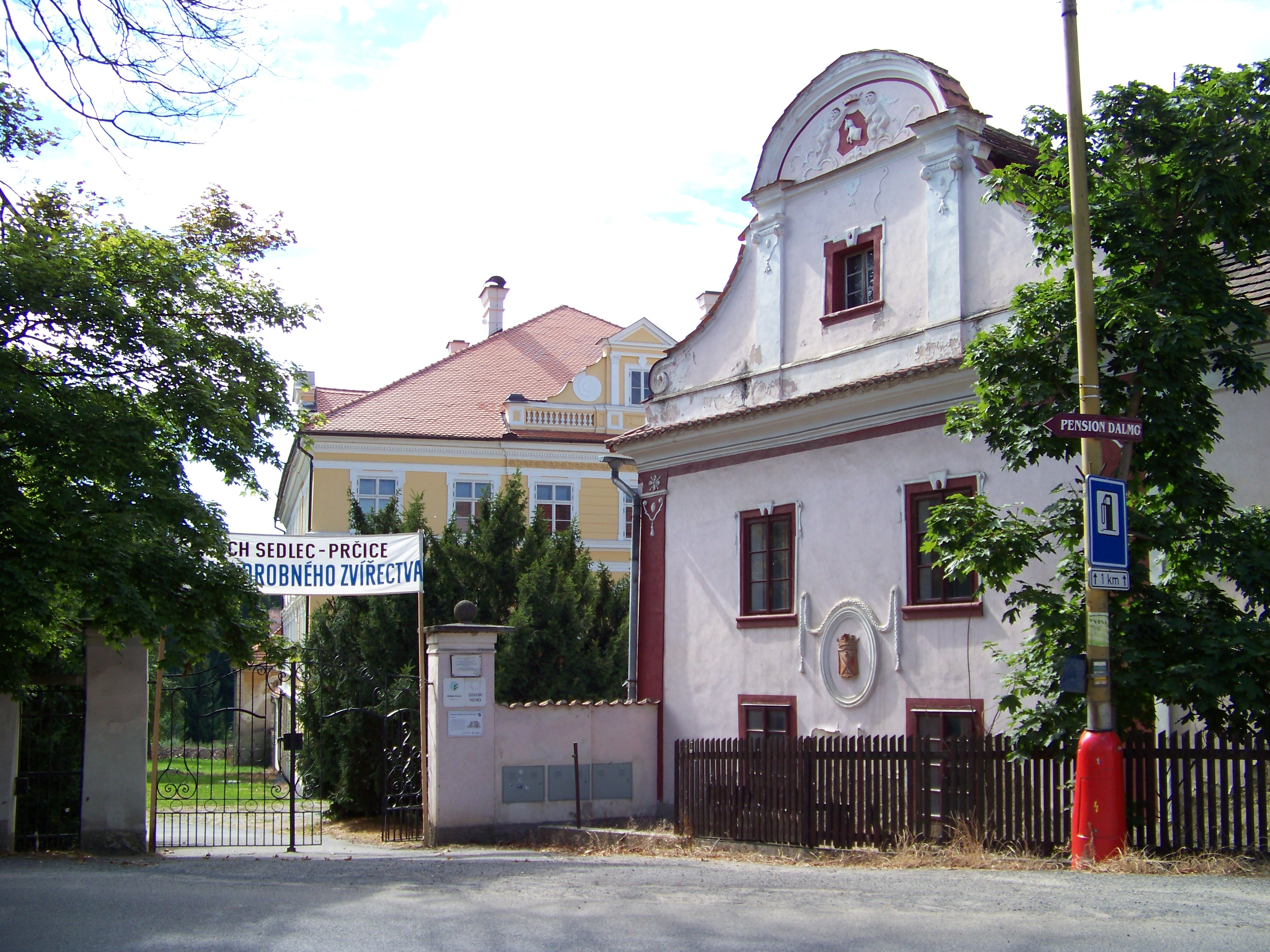
U hlavního vstupu do areálu v roce 2010
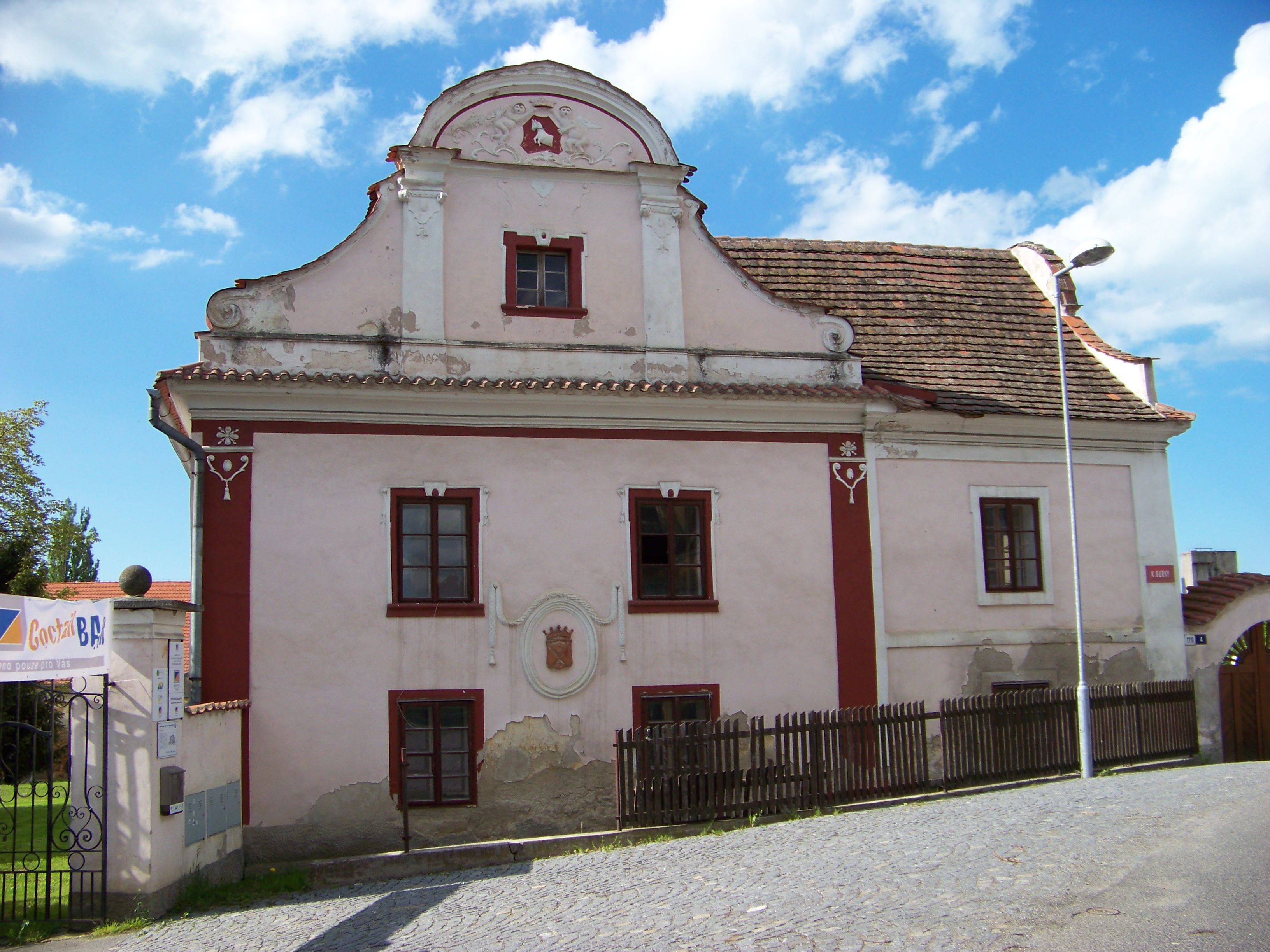
Úřednický dům čp. 170
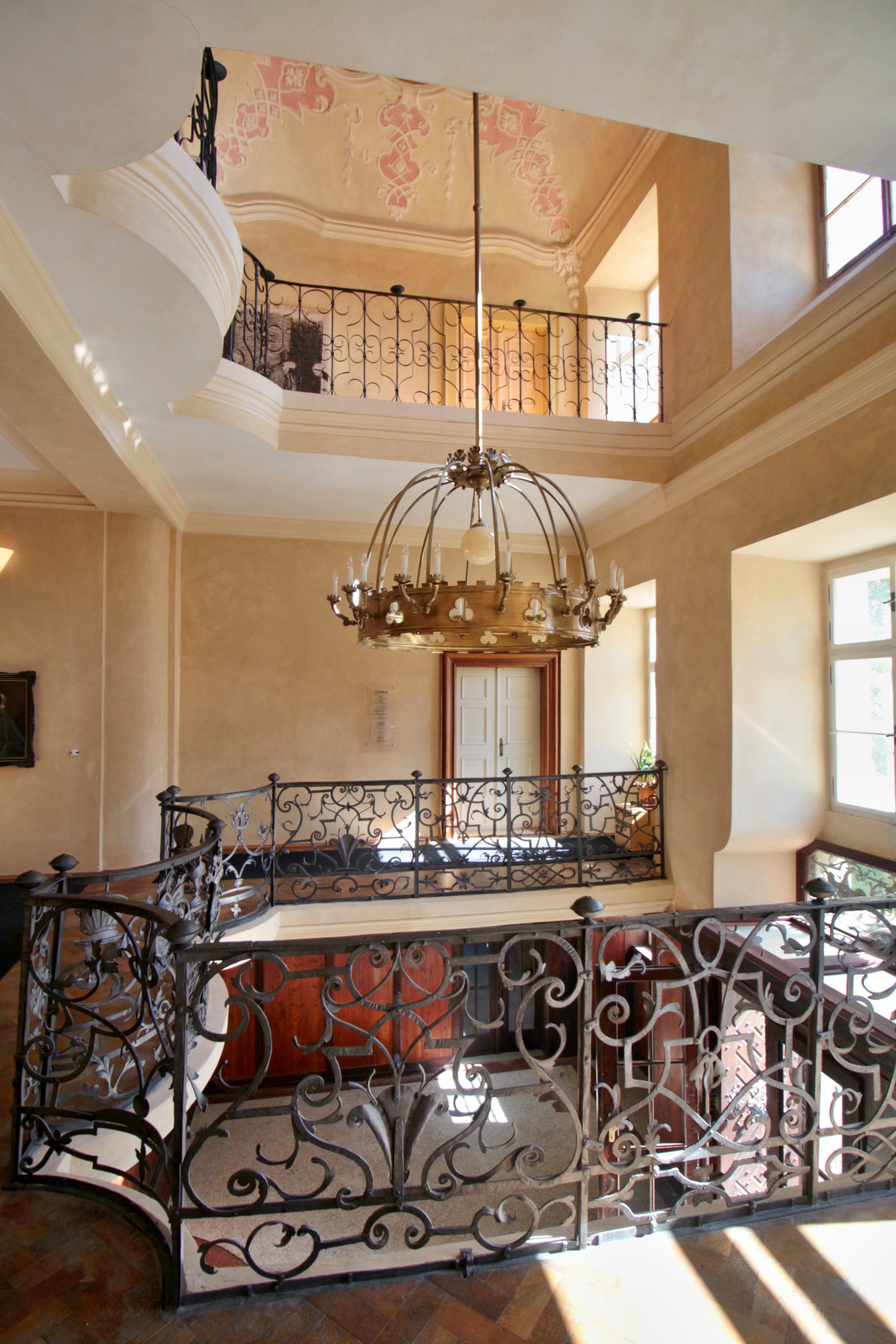
Interiér zámku
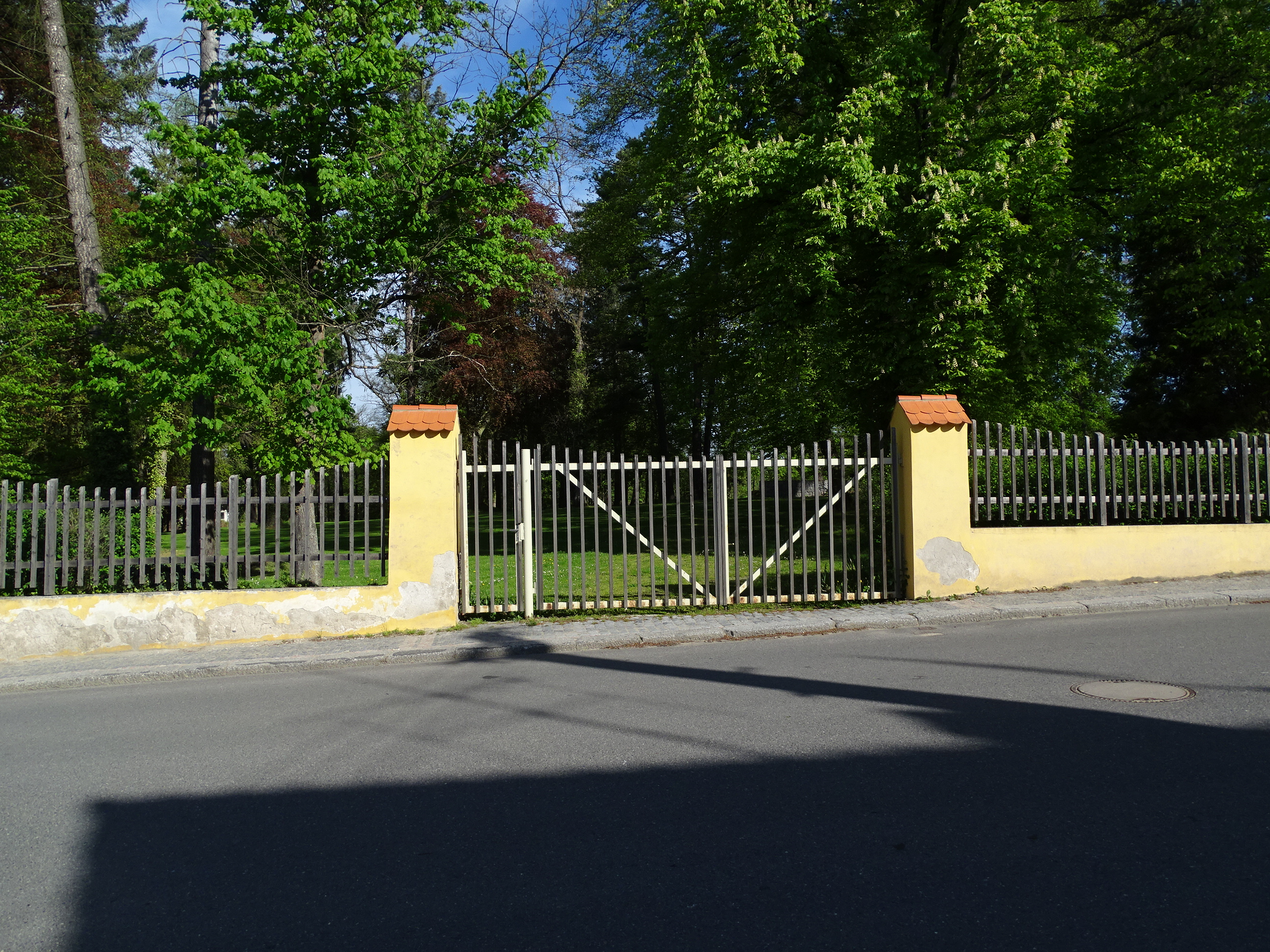
Brána zámeckého parku proti Táborské ulici
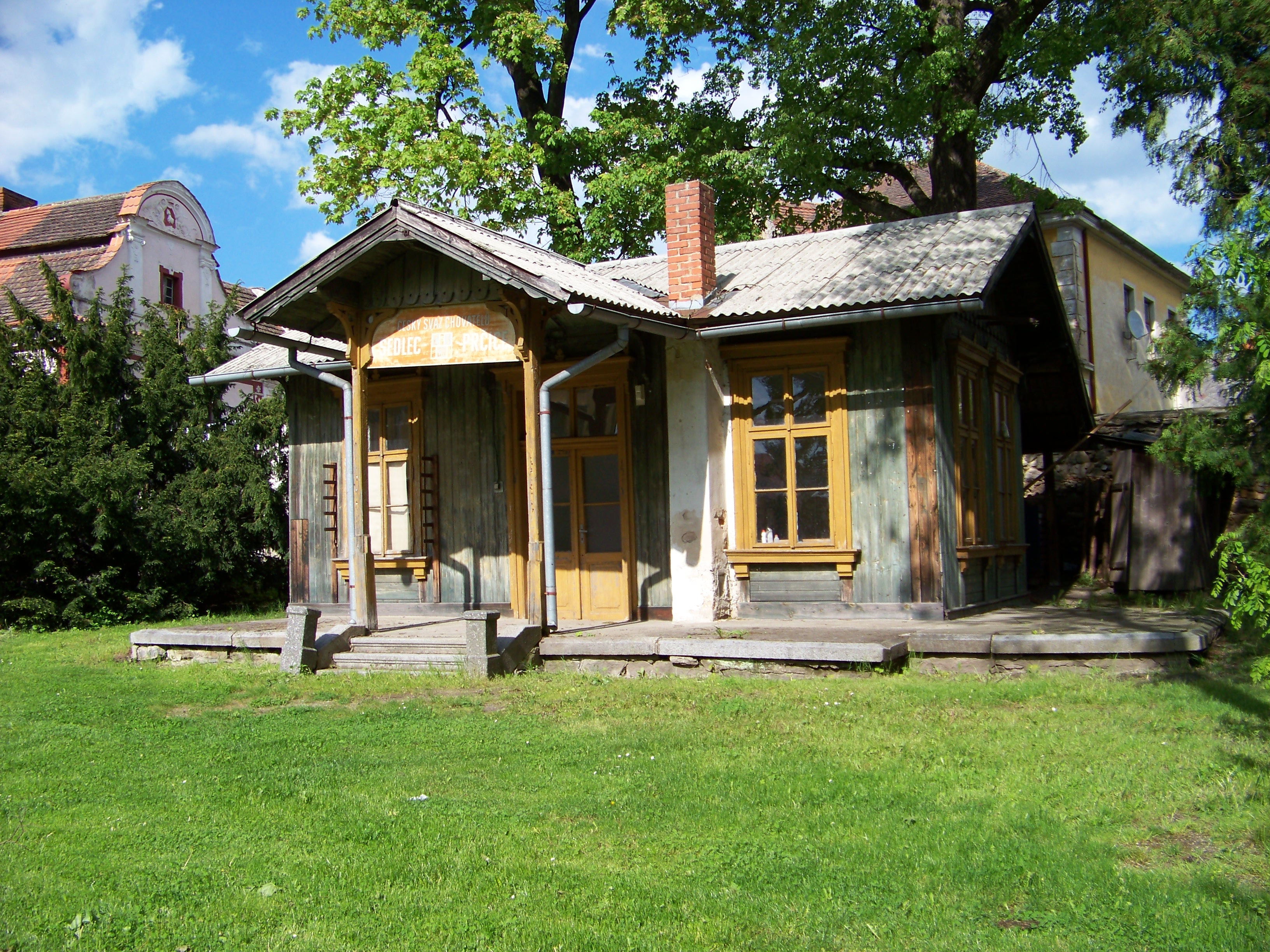
Zahradní domek s vybledlým vývěsním štítem Českého svazu chovatelů, snímek z roku 2013
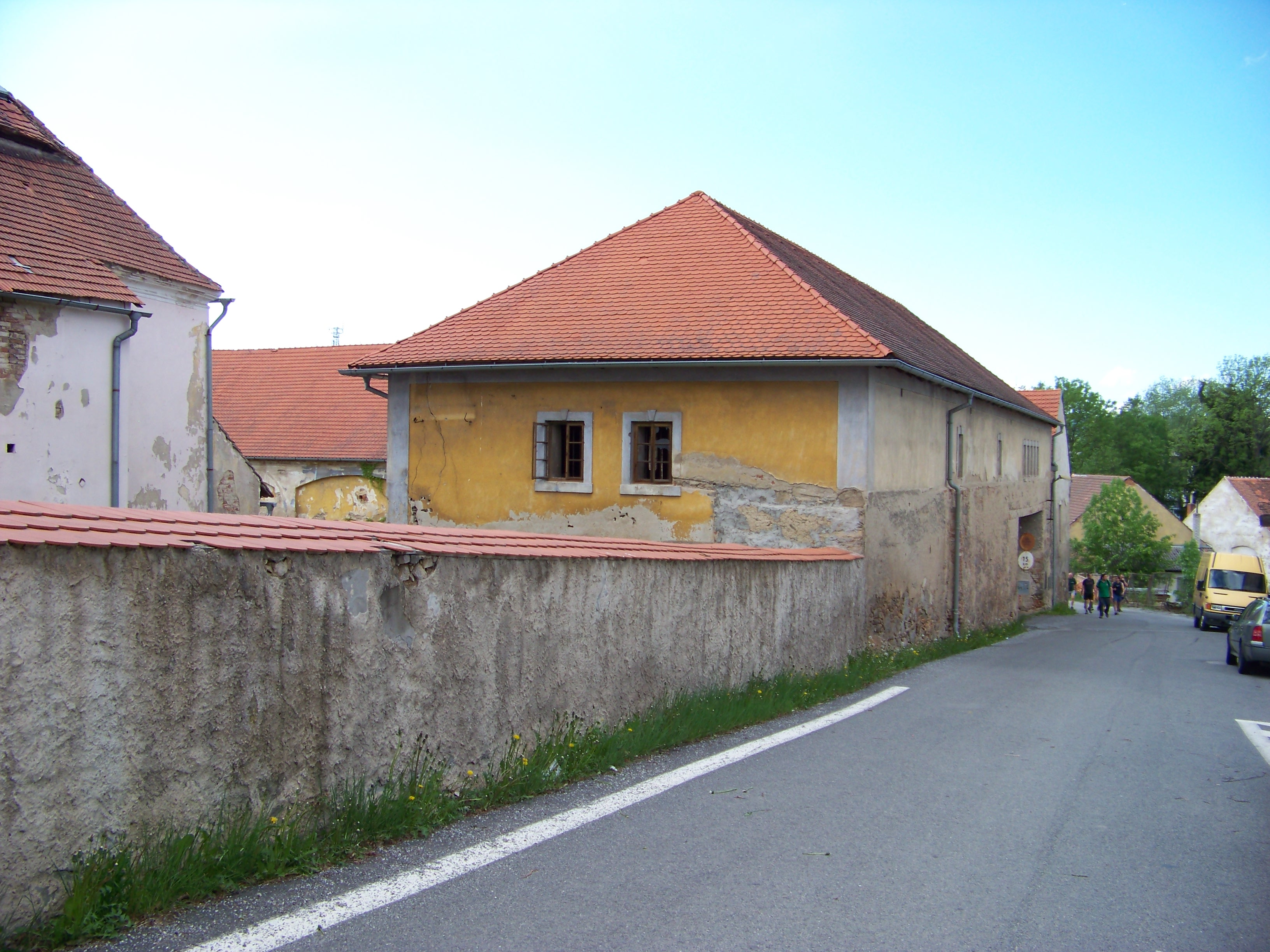
Východní křídlo hospodářského dvora
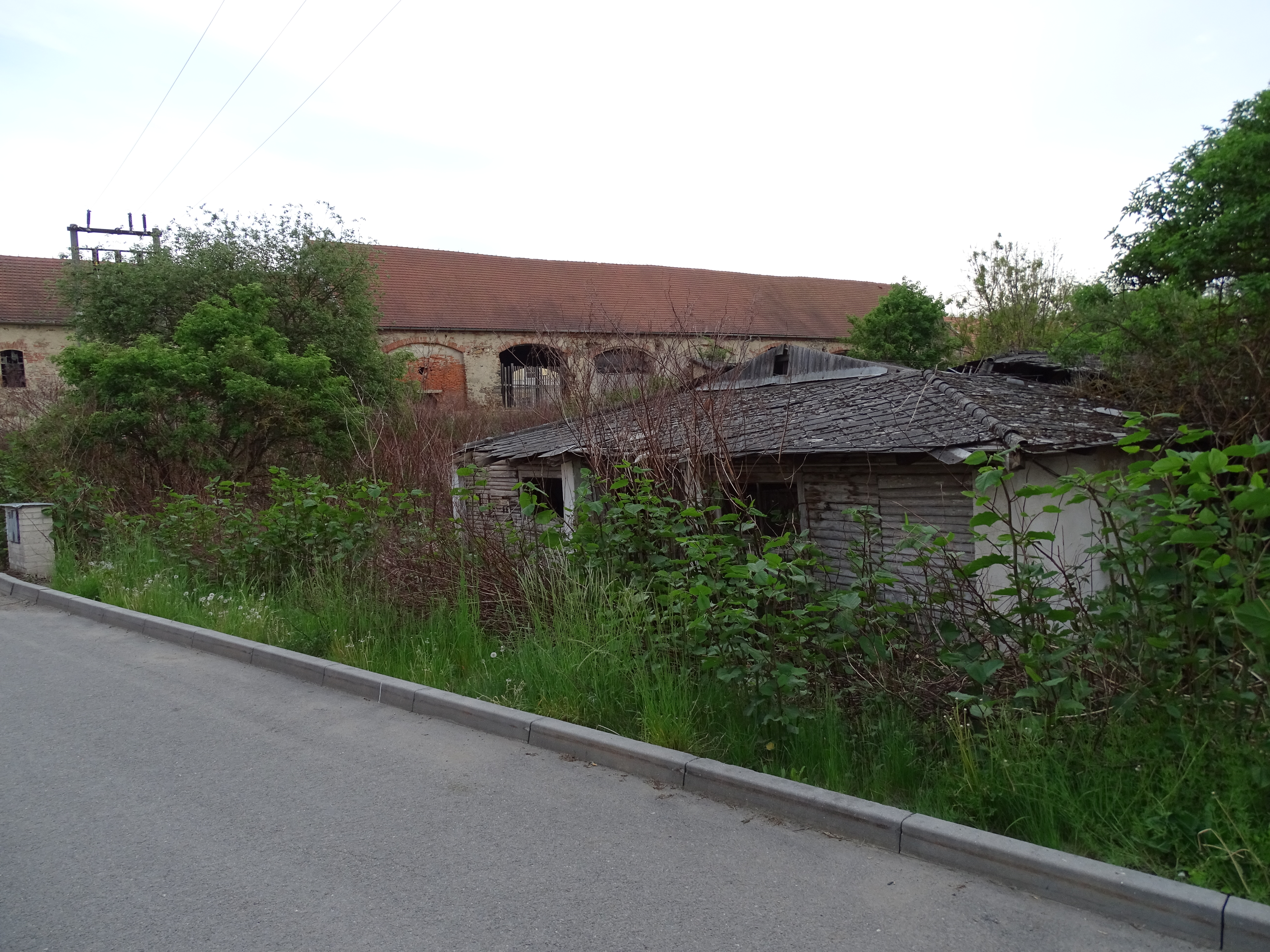
Ruiny budov v severní části památkově chráněného areálu